# Ака Морчіладзе
Ака Морчіладзе (груз. აკა მორჩილაძე; нар. 10 листопада 1966, Тбілісі, Грузинська РСР, СРСР) ― грузинський письменник-постмодерніст, історик. Шестиразовий володар літературної премії Саба. Твори Морчіладзе вказують на посилення   західних впливів у картвельській літературі ХХІ століття. 